# Cailor-Wasserfall

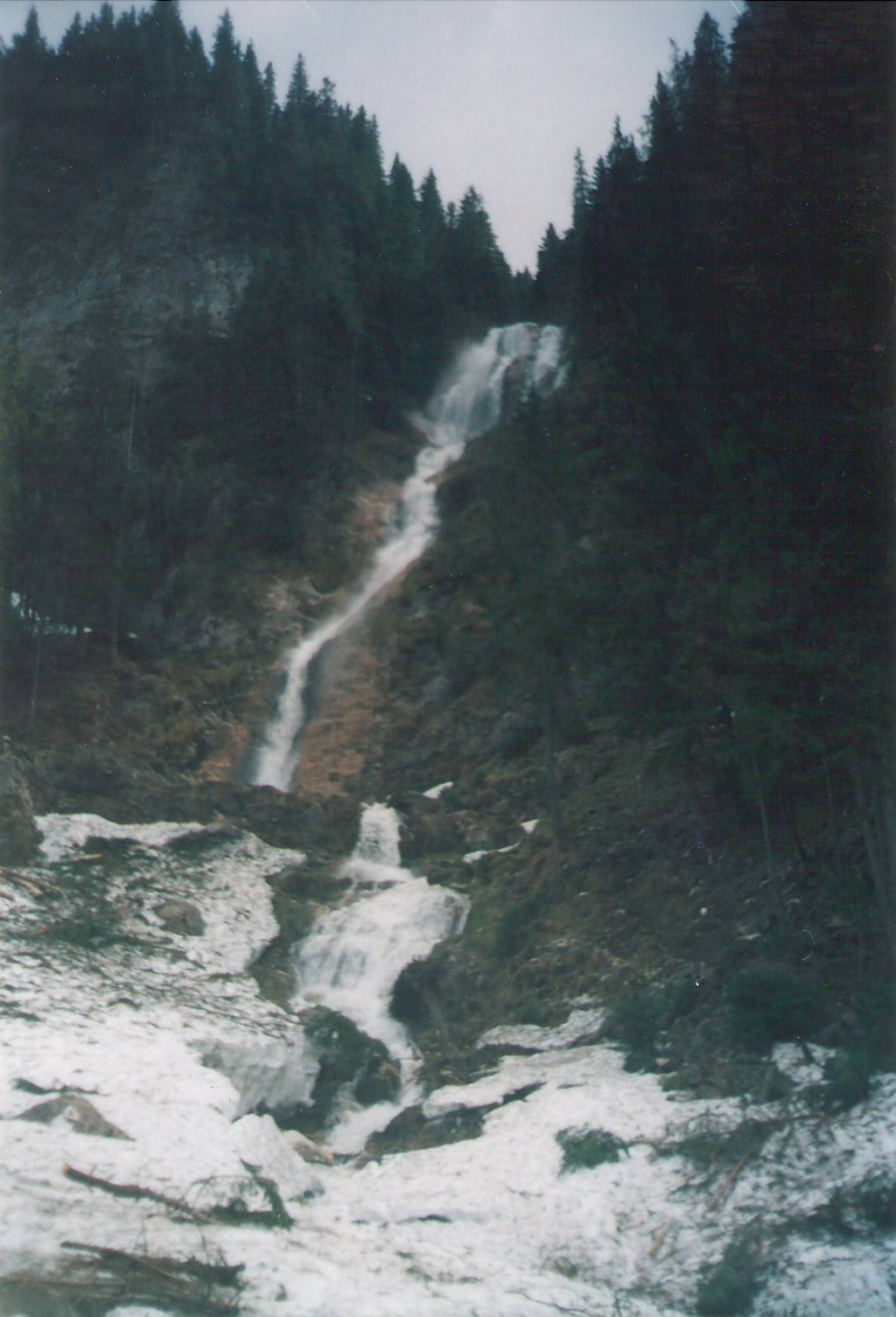
Cailor Wasserfall

Der Cailor-Wasserfall (Cascada Cailor) ist ein Wasserfall am Izvorul Cailor im Rodnaer Gebirge. Es ist mit 90 Meter Fallhöhe der größte Wasserfall Rumäniens.

## Canionul Cailor
Das im Canionul Cailor (Pferdeschlucht), einem Talkessel, gesammelte Wasser des Izvorul Cailor fließt in mehreren Kaskaden über die Podul Cailor (Pferdebrücke), einen steilen Kalksteinfels ab. Eine Canyoning-Route führt durch den kompletten Komplex. Kaskade eins hat eine Fallhöhe von 22 Meter, Kaskade zwei von 30 Meter, Kaskade drei von 30 Meter, Kaskade vier von 15 Meter. Am Fuß der vierten Kaskade ist ein sicherer Bereich. Hier ist es möglich sich beim Canyoning umzugruppieren. Die folgende Kaskade fünf hat eine Fallhöhe von 20 Meter, Kaskade sechs von sechs Meter – nicht linear und mit dem Risiko das Seil zu beschädigen. Umgruppierungen sind hier nur für wenige Personen möglich. Kaskade sieben ist eigentlich eine Abfolge mehrere kleiner unmittelbar hintereinander-liegender Kaskaden mit einem Gesamt-Höhenunterschied von 12 Metern. An der Spitze der achten Kaskade ist erneut eine komplette Umgruppierung möglich. Die folgende Fallhöhe beträgt 5 Meter.

## Cascada Cailor
Die Kaskaden neun und zehn (Fallhöhe 25 bzw. 35 Meter) bilden den zusammen 90 Meter hohen Cailor-Wasserfall (Cascada Cailor). Der Wasserfall befindet sich in der Nähe des Ferienortes Borșa, nahe der Grenze zum Kreis Bistrița-Năsăud, auf einer Höhe von 1.300 m.
Der Wasserfall ist zu Fuß von Borșa aus sowie von den höheren Bereichen des Rodnaer Gebirges erreichbar. Zudem gibt es einen Sessellift (startet nur bei einer Gruppe von mindestens 10–15 Personen) mit dem man vom Borșa-Resort aus in ca. 15 Minuten den Wasserfall erreicht.
Der Schafstall von Zănoaga Cailor, oberhalb des Cailor-Wasserfalls, verunreinigt das Wasser des Bachs. Die Wasserqualität ist daher nicht zum Trinken ausreichend.